# ساشا ك. غوردون
ساشا ك. غوردون (بالأوكرانية: Саша Гордон)‏ هي ممثلة أوكرانية، ولدت في 11 أكتوبر 1989 في أوديسا في أوكرانيا.

## وصلات خارجية
- ساشا ك. غوردون على موقع IMDb (الإنجليزية)
- ساشا ك. غوردون على موقع قاعدة بيانات الفيلم (الإنجليزية)